# Kira Walentinowna Iwanowa
Kira Walentinowna Iwanowa (russisch Кира Валентиновна Иванова; * 10. Januar 1963 in Moskau, Sowjetunion; † 18. Dezember 2001 in Moskau, Russland) war eine sowjetische Eiskunstläuferin, die im Einzellauf startete.

## Biografie
Kira Iwanowa gewann 1979 ihren ersten sowjetischen Meistertitel. Im selben Jahr bestritt sie ihre erste Welt- und Europameisterschaft und im Jahr darauf ihre ersten Olympischen Spiele. 1981 wurde sie zum zweiten Mal sowjetische Meisterin. Danach wurde sie vom sowjetischen Verband für zwei Jahre gesperrt. Ein Grund dafür war die hitzige Beziehung zu ihrem Lebensgefährten und Trainer Wladimir Kowaljow, sowohl auf wie auch neben dem Eis, damit verbundenes unbeständiges Training sowie Alkoholmissbrauch und unberechenbare öffentliche Wutausbrüche. Sie galt außerdem als stark gefährdet für eine Flucht in den Westen.
Trotz all dieser Probleme war Iwanowa nach Ablauf ihrer Sperre 1984 immer noch eine der besten sowjetischen Eiskunstläuferinnen und besser als je zuvor. Bei der Europameisterschaft wie auch bei der Weltmeisterschaft wurde sie Vierte. Bei ihren zweiten Olympischen Spielen gewann sie 1984 in Sarajevo mit Bronze hinter Katarina Witt und Rosalynn Sumners ihre erste bedeutende internationale Medaille. Es war die erste und einzige olympische Medaille in der Geschichte für eine Eiskunstläuferin aus der Sowjetunion. 1985 brach ihr erfolgreichstes Jahr an. In Budapest wurde sie Vize-Europameisterin und in Tokio Vize-Weltmeisterin hinter Katarina Witt. Die Silbermedaille hinter Witt gewann sie auch bei den folgenden Europameisterschaften 1986, 1987 und 1988. Dort war sie stets einen Platz vor ihrer Landsfrau Anna Kondraschowa platziert, hinter der sie bei den nationalen Meisterschaften in den Jahren 1985 bis 1987 nur den zweiten Platz belegt hatte. Eine WM-Medaille sollte Iwanowa allerdings nicht mehr gewinnen. 1986 wurde sie wie bereits 1984 Vierte und bei ihrer letzten Weltmeisterschaft belegte sie 1987 den fünften Platz. 1988 gewann sie zum dritten und letzten Mal die sowjetische Meisterschaft. Nach ihren dritten und letzten Olympischen Spielen, 1988 in Calgary, bei denen sie trotz eines Sieges in der Pflicht nur Siebte wurde, beendete sie ihre Wettkampfkarriere.
Zu Beginn ihrer Karriere war Iwanowa als gute Kürläuferin bekannt, mit guter Ballettausbildung und fähig zu starken Dreifachsprüngen. So war sie eine der wenigen Läuferinnen, die eine saubere Dreifach-Dreifach-Kombination zeigen konnte. Später in ihrer Karriere, nach der zweijährigen Sperre 1984, bekam sie den Ruf einer Pflichtfigurenkönigin, die in ihren Kürleistungen unbeständig geworden war. Dies verhinderte, dass sie jemals einen großen internationalen Titel gewann.

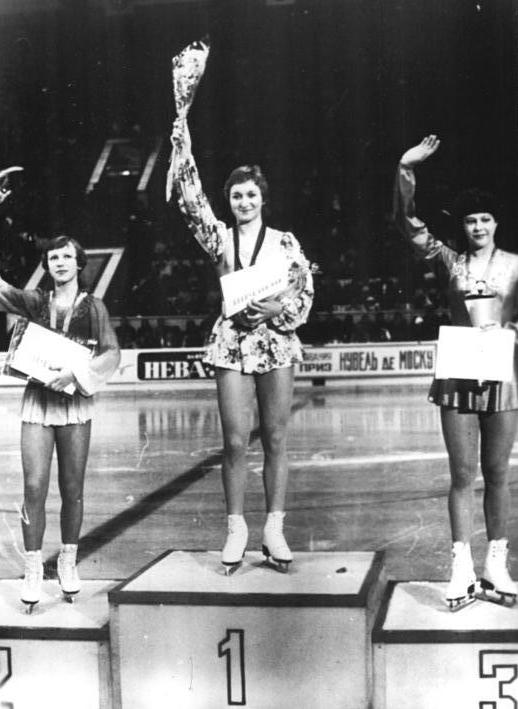
Kira Walentinowna Iwanowa (links) 1978

Nach dem Ende ihrer Amateurkarriere wechselte sie zu den Profis und trat in einigen Eisrevues auf, später arbeitete sie als Trainerin. 1989 starb ihre Großmutter, die sich sehr um sie gekümmert und sie zum Eisring begleitet hatte, da ihre Eltern geschieden waren. 1992 war Iwanowa schwanger, trieb das Kind aber ab, da es ihr Vertrag nicht zuließ. 1993 nahm sich ihre Halbschwester das Leben. Iwanowa litt unter Alkoholproblemen. Mehrere Behandlungsversuche blieben erfolglos.
Am 20. Dezember 2001 wurde Iwanowas lebloser Körper von Nachbarn in ihrer Wohnung aufgefunden. Die Untersuchungen ergaben, dass sie aufgrund von Stichwunden gestorben war, die ihr mit einem Schlachtermesser drei Tage vor dem Auffinden zugefügt worden waren. Ihr Mörder wurde nie gefasst.

## Ergebnisse
| Wettbewerb / Jahr           | 1979 | 1980 | 1981 | 1982 | 1983 | 1984 | 1985 | 1986 | 1987 | 1988 |
| --------------------------- | ---- | ---- | ---- | ---- | ---- | ---- | ---- | ---- | ---- | ---- |
| Olympische Winterspiele     |      | 16.  |      |      |      | 3.   |      |      |      | 7.   |
| Weltmeisterschaften         | 18.  |      | 12.  |      |      | 4.   | 2.   | 4.   | 5.   |      |
| Europameisterschaften       | 10.  | 11.  | 7.   |      |      | 4.   | 2.   | 2.   | 2.   | 2.   |
| Sowjetische Meisterschaften | 1.   |      | 1.   |      |      |      | 2.   | 2.   | 2.   | 1.   |